# Gylfi Thór Orrason
Gylfi Thór Orrason (izlandiul:Gylfi Þór Orrason) (1959. december 3. –) izlandi nemzetközi labdarúgó-játékvezető.

## Pályafutása

### Nemzeti játékvezetés
1990-ben lett az I. Liga játékvezetője. Az aktív nemzeti játékvezetést 2005-ben befejezte.

### Nemzetközi játékvezetés
Az Izlandi labdarúgó-szövetség (KSÍ) Játékvezető Bizottsága (JB) 1992-ben terjesztette fel nemzetközi játékvezetőnek, a Nemzetközi Labdarúgó-szövetség (FIFA) bíróinak keretébe. Több nemzetek közötti válogatott és klubmérkőzést vezetett. Az izlandi nemzetközi játékvezetők rangsorában, a világbajnokság-Európa-bajnokság sorrendjében többedmagával a 2. helyet foglalja el 8 találkozó szolgálatával. Az aktív nemzetközi játékvezetéstől 2005-ben a FIFA 45 éves korhatárát elérve búcsúzott. Válogatott mérkőzéseinek száma: 12.

#### Világbajnokság
A világbajnoki döntőhöz vezető úton Franciaországba a XVI., az 1998-as labdarúgó-világbajnokságra és Dél-Koreába és Japánba a XVII., a 2002-es labdarúgó-világbajnokságra a FIFA JB bíróként alkalmazta.

##### 1998-as labdarúgó-világbajnokság

###### Selejtező mérkőzés
| Időpont             | Helyszín                         | Mérkőzés típusa           | Mérkőzés         | Eredmény | Nézők száma |
| ------------------- | -------------------------------- | ------------------------- | ---------------- | -------- | ----------- |
| 1996. október 6.    | Olimpiai Stadion, Helsinki       | előselejtező (3. csoport) | Finnország–Svájc | 2 : 3    | 7 217       |
| 1997. szeptember 7. | Josy Barthel Stadion, Luxembourg | előselejtező (5. csoport) | Luxemburg–Ciprus | 1 : 3    | 3 022       |

##### 2002-es labdarúgó-világbajnokság

###### Selejtező mérkőzés
| Időpont          | Helyszín                     | Mérkőzés típusa           | Mérkőzés          | Eredmény | Nézők száma |
| ---------------- | ---------------------------- | ------------------------- | ----------------- | -------- | ----------- |
| 2000. október 7. | Olimpiai Stadion, Serravalle | előselejtező (6. csoport) | San Marino–Skócia | 1 : 1    | 0000        |

#### Európa-bajnokság
Az európai-labdarúgó torna döntőjéhez vezető úton Angliába a X., az 1996-os labdarúgó-Európa-bajnokságra, Belgiumba és Hollandiába a XI., a 2000-es labdarúgó-Európa-bajnokságra, valamint Portugáliába a XII., a 2004-es labdarúgó-Európa-bajnokságra  az UEFA JB játékvezetőként foglalkoztatta.

##### 1996-os labdarúgó-Európa-bajnokság

###### Selejtező mérkőzés
| Időpont             | Helyszín                   | Mérkőzés típusa           | Mérkőzés                   | Eredmény | Nézők száma |
| ------------------- | -------------------------- | ------------------------- | -------------------------- | -------- | ----------- |
| 1994. november 16.  | Olimpiai Stadion, Helsinki | előselejtező (8. csoport) | Finnország–Feröer-szigetek | 5 : 0    | 2 500       |
| 1995. március 29.   | De Kuip Stadion, Rotterdam | előselejtező (5. csoport) | Hollandia–Málta            | 4 : 0    | 30 288      |
| 1995. szeptember 6. | Arms Park Stadion, Cardiff | előselejtező (7. csoport) | Wales–Moldova              | 1 : 0    | 6 721       |

##### 2000-es labdarúgó-Európa-bajnokság

###### Selejtező mérkőzés
| Időpont           | Helyszín                 | Mérkőzés típusa           | Mérkőzés                 | Eredmény | Nézők száma |
| ----------------- | ------------------------ | ------------------------- | ------------------------ | -------- | ----------- |
| 1999. március 31. | Rheinpark Stadion, Vaduz | előselejtező (7. csoport) | Liechtenstein–Portugália | 0 : 5    | 3 548       |

##### 2004-es labdarúgó-Európa-bajnokság

###### Selejtező mérkőzés
| Időpont           | Helyszín                      | Mérkőzés típusa           | Mérkőzés                | Eredmény | Nézők száma |
| ----------------- | ----------------------------- | ------------------------- | ----------------------- | -------- | ----------- |
| 2002. október 16. | Megyeri úti Stadion, Budapest | előselejtező (4. csoport) | Magyarország–San Marino | 3 : 0    | 8 000       |

#### Nemzetközi kupamérkőzések

##### Intertotó-kupa
| Időpont          | Helyszín                           | Mérkőzés típusa | Mérkőzés                                 | Eredmény |
| ---------------- | ---------------------------------- | --------------- | ---------------------------------------- | -------- |
| 2000. július 15. | Petrovszkij Stadion, Szentpétervár | 3. forduló      | FK Zenyit Szankt-Petyerburg–FC Tatabánya | 2 : 1    |